# Vasodilatador
Um vasodilatador é uma substância que aumenta o calibre dos vasos, alongando suas fibras musculares.
Os medicamentos chamados vasodilatadores diretos são os que tem ação direta nos vasos sanguíneos, não sendo fármacos de primeira escolha. O uso destes medicamentos é restrito a HAS de difícil controle e à emergência hipertensiva.